# 妊娠中絶
妊娠中絶（にんしんちゅうぜつ、英: abortion）とは、妊娠の持続中断や子宮内容の排出を意味する。自然妊娠中絶と人工妊娠中絶とに分けられるが、基本的には後者を指す場合が多い。
一般に中絶時期からは妊娠22週未満の場合を流産（自然妊娠中絶）、娩出後も生存可能な22週から37週未満の場合をかつては早産と呼ばれていた。流産の場合には子宮内の胎児は生命保持不可能な状態での娩出であり、日本の母体保護法における人工妊娠中絶はこの期間内に行われ、人工流産・人工中絶とも呼ばれる。胎児が母体外で生命を保続することのできない時期は、厚生事務次官通知で定めることとされていて、1991年より満24週から満22週未満（21週6日目まで可）に短縮された。また1996年の改正によって，優生学的理由による人工妊娠中絶を認める規定は削除された。
妊娠中絶の時期により、妊娠12週（3か月）以後から6か月までの死児の出産を「死産」と表記する。避妊ミスをした際に性交後72時間以内の緊急避妊薬（アフターピル）服用も中絶と呼ぶ場合もあるが、実際には妊娠後も中絶出来る「中絶薬」とは別である。
医学上、自然妊娠中絶（一般的な意味での流産）の場合も含まれる。各項目の記述を参照。

## 区分・定義
要因による区別
- 自然流産、自然死産：（自然妊娠中絶: spontaneous abortion ）
- 人工流産、人工死産：（人工妊娠中絶: induced abortion ）

日本産科婦人科学会による定義
- 流産：妊娠22週未満の妊娠の中絶によって胎児が死亡した場合のこと。胎児が母体外で生存できない時期における妊娠の中絶を意味する。
- 死産：妊娠22週以降の妊娠の中絶によって胎児が死亡した場合のこと。

## 妊娠中絶に利用されることのある薬
かつては妊娠中絶を目的として、パセリなどに含有されるアピオールを用いたこともあり、妊娠中絶目的ではなくアピオールを含んだ食物を誤食したことが原因で流産に至る場合があることも知られている。医薬品としては、他にプロスタグランディン類のミソプロストールやジノプロストンが利用されることもある。また、脳下垂体後葉から分泌されるホルモンの1種であるオキシトシンを使用する場合もある。この他に、合成ホルモン剤でステロイド骨格を持ったミフェプリストンが用いられることもある。